# Heinrich Fürnkranz
Heinrich Fürnkranz (31. října 1828 Kremže – 28. prosince 1896 Vídeň) byl rakouský politik německé národnosti z Dolních Rakous, v 2. polovině 19. století poslanec Říšské rady.

## Biografie
Působil jako obchodník se železem a majitel nemovitostí v Langenlois. Vychodil čtyři třídy gymnázia, pak se vyučil kupcem. Během revolučního roku 1848 se jako dobrovolník zúčastnil tažení v Itálii a Uhersku s 54. pěchotním regimentem. V roce 1855 odešel z armády v hodnosti poručíka, když zdědil obchod se železem firmy Haimerl Langenlois v tamní Rathausstraße. Téhož roku se oženil s Karoline Haimerl.
Byl členem okresního silničního výboru. Od roku 1861 zastával funkci starosty Langenlois. Úřad starosty zastával po třicet let. Byl nejdéle sloužícím starostou města. Založil hasičský sbor.
Už v zemských volbách roku 1861 kandidoval na Dolnorakouský zemský sněm, ale tehdy ho porazil Karl Hock. Na zemský sněm usedl až v roce 1867 za liberály. Reprezentoval kurii městskou, obvod Horn. Mandát zde obhájil v roce 1870. V zemských volbách roku 1871 nekandidoval. Na sněm se vrátil roku 1878, nyní za kurii venkovských obcí, obvod Kremže. Opět byl kandidátem liberálů. Mandát obhájil ve volbách roku 1884, tentokrát za Německou nacionální stranu. V zemských volbách roku 1890 byl v tomto obvodu zvolen opětovně, nyní jako kandidát antisemitů. Kandidoval tehdy na společné kandidátní platformě s Ernstem Verganim (tzv. Volkswirtschaftliche Verein). Naposledy uspěl krátce před smrtí v zemských volbách roku 1896. Váhal mezi Německou lidovou stranu a antisemitskou platformou okolo Georga von Schönerera. Nakonec kandidoval za Německou lidovou stranu. Od roku 1884 do roku 1896 byl rovněž členem zemského výboru.
Působil taky jako poslanec Říšské rady (celostátního parlamentu Předlitavska), kam nastoupil ve volbách roku 1879 za kurii venkovských obcí v Dolních Rakousích, obvod Krems, Mautern, Horn atd. Do parlamentu se vrátil v doplňovacích volbách roku 1886. Nastoupil 5. června 1886 místo zemřelého Franze Schürera. Mandát zde obhájil ve volbách roku 1891. oslancem byl až do své smrti roku 1896. Ve volebním období 1879–1885 se uvádí jako Heinrich Fürnkranz, majitel hospodářství, bytem Langenlois. Po volbách roku 1879 se uvádí coby ústavověrný poslanec (stoupenec liberálního a centralistického politického směru). Po jistou dobu byl členem antisemitského národního svazu okolo Georga von Schönerera, ale později se s Schönererem rozešel. Patřil mezi zakládající členy Německou lidové strany. V roce 1890 se uvádí jako poslanec bez klubové příslušnosti, ovšem s poznámkou, že náleží do skupiny antisemitů.
Zemřel v prosinci 1896 na infarkt.
Jeho otec Heinrich Fürnkranz starší byl v roce 1848 zvolen za poslance Ústavodárného Říšského sněmu.